# Souss-Massa-Drâa

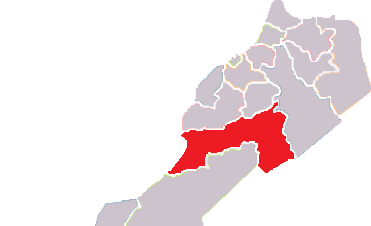
Läge i Marocko.

Souss-Massa-Drâa var 1997–2015 en av Marockos regioner. Regionen hade 3 601 917 invånare (2014) på en yta av 73 207 km². Regionens administrativa huvudort var Agadir.
Regionen var indelad i två prefekturer, Agadir-Ida ou Tanane och Inezgane-Aït Melloul, samt fem provinser: Chtouka-Aït Baha, Ouarzazate, Taroudannt, Tiznit och Zagora.
Bland större städer hittas:*
| Städer             | Befolkning |
| ------------------ | ---------- |
| Agadir             | 421 844    |
| Aït Melloul        | 171 847    |
| Inezgane           | 130 333    |
| Dcheïra El Jihadia | 100 336    |
| Oulad Teïma        | 89 387     |
| Taroudannt         | 80 149     |
| Tiznit             | 74 699     |
| Ouarzazate         | 71 067     |

* Invånarantal enligt folkräkningen 2014
Andra viktiga orter var Biougra och Zagora.